# Skály (hrad)
Skály (též Katzenštejn nebo Bišofštejn) jsou zřícenina hradu čtyři kilometry od Teplic nad Metují v okrese Náchod v Královéhradeckém kraji. Nachází se v katastrálním území Skály u Teplic nad Metují. Pozůstatky hradu jsou chráněny jako kulturní památka.
Pravděpodobným zakladatelem hradu byl koncem čtrnáctého století Matěj Salava z Lípy. Po husitských válkách Skály sloužily jako základna pro výpady do Slezska a Lužice, a proto Slezané hrad vykoupili a pobořili. Krátce poté poškozený hrad obnovil jakýsi Kočka a začal jej nazývat Katzenštejn. Později se v držení hradu vystřídalo několik majitelů a v roce 1513 pevnost odolala několikadennímu obléhání Slezany. Ve druhé polovině šestnáctého století hrad ztratil funkci panského sídla a změnil se ve zříceninu.
Rozsah hradu je nejasný. Dochovaly se z něj upravené skalní útvary, část zdiva paláce včetně jedné valeně klenuté a terénní relikty opevnění.

## Název
Název hradu vychází z jeho polohy na jižním okraji Teplických skal. Podle majitele v patnáctém století, kterým byl jakýsi kočka, byl hrad pojmenován jako Kočkův hrad a nový název byl brzy přeložen do němčiny jako Katzenstein a objevoval se také chybně zapsaný tvar Kaczkenstein. Roku 1662 koupil hradní panství biskup Matouš Ferdinand Sobek z Bílenberka, který hrad přejmenoval na Bischofstein.
V historických pramenech se název hradu objevuje ve tvarech: Skala (1393), in Skal (1401), Kotzkentein (1430), Skály (1447), Kaczenschtein (1466), na Skalách (1484), Skály (1513), „panství Skalske a zámkem pustým Skalami“ (1544), Skaly (1576, 1607), „na hradě Skalech“ (1620), Skaly (1626), Skol (1651) Katzkenstein nebo Kaczkenstein (1658), hrad Skalj (1658, 1662), Khaczkenstein (1605), Bischofstein (1605, 1790) a Skal nebo Bischofstein (1713).

## Historie
První písemná zmínka o hradu pochází z roku 1393, kdy byl jeho majitelem Matěj Salava z Lípy. Právě on byl pravděpodobným stavitelem hradu, ale možným zakladatelem byl také v letech 1353–1371 uváděný Rubín ze Žampachu, majitel Stárkova. Hrad tak ve funkci vrchnostenského sídla nahradil starší stárkovskou tvrz.

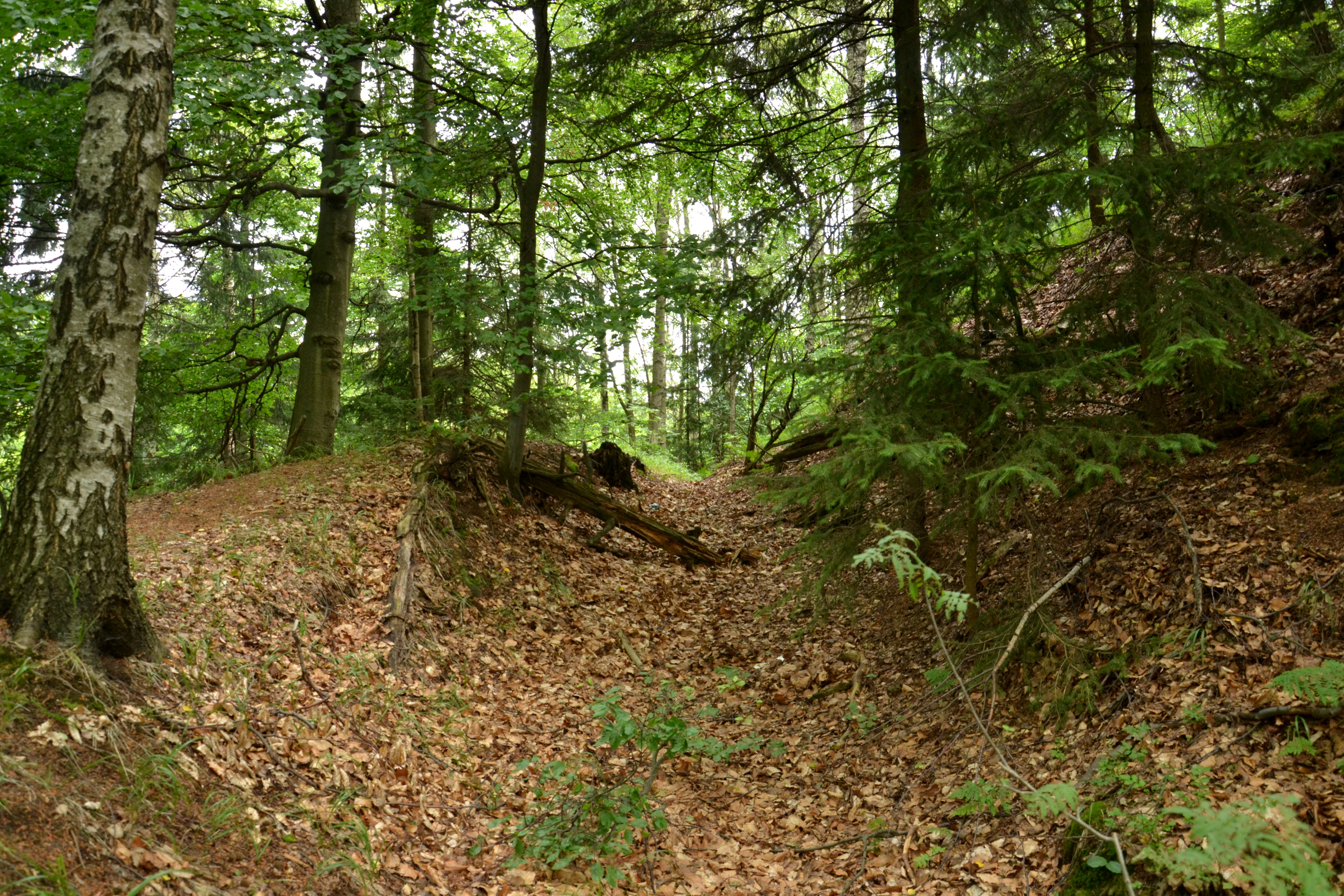
Příkop

Během husitských válek stál Matěj Salava z Lípy na straně husitů a rozšířil svůj majetek na úkor broumovského kláštera. Posléze přešel na katolickou stranu, díky čemuž si nabyté pozemky udržel i po bitvě u Lipan. I po skončení válek podnikala skalská posádka výpady proti slezským a lužickým městům. Slezané spolu s žitavskými městy proto hrad Skály v roce 1447 od Matěje mladšího Salavy z Lípy vykoupili a zbořili.
Roku 1454 patřil obnovený hrad jakémusi Kočkovi, který pro něj začal používat jméno Katzenstein. Mezi lety 1466–1484 Skály patřily Hanušovi z Varnsdorfu, po němž roku 1488 následoval Zbyněk Buchovec z Buchova. V roce 1497 hrad získal Jan Špetle z Janovic, který jej připojil k náchodskému panství.
Dalším majitelem hradu se roku 1513 stal kníže Bartoloměj Minsterberský, jehož služebník Zikmund Kaufunk v noci z 28. na 29. července vypálil několik dvorů na svídnickém předměstí, vyloupil dvě nebo tři blízké vesnice a s kořistí odjel na Skály. Kníže Fridrich II. Lehnický si na přepadení neúspěšně stěžoval, a 21. srpna 1513 proto hrad oblehl s vojskem o síle dvou tisíc mužů. Oblehatelé hrad od 25. do 27. srpna ostřelovali z děl. Když se dozvěděli, že se mu chystá na pomoc vojsko organizované Pražany, vyloupili vesnice a městečka v okolí a odešli zpět do Slezska.

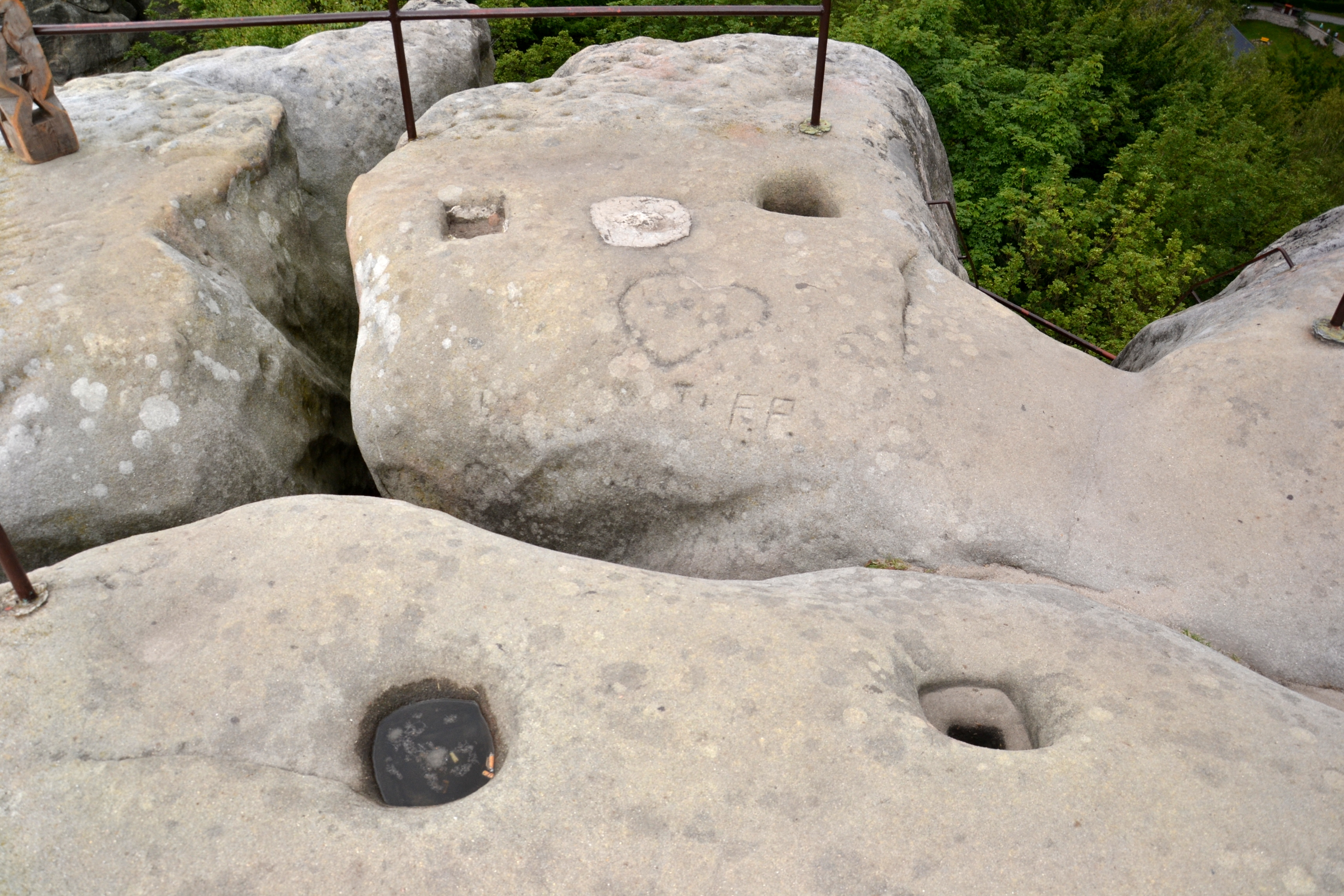
Otvory k ukotvení trámů na vrcholové plošině

Kníže Bartoloměj nezaplatil celou kupní částku, takže po jeho smrti se Skály roku 1515 dostaly zpět do rukou Jana Špetleho z Náchoda. Ten se před rokem 1517 se dohodl s Petrem Adršpachem z Dubé, že mu Skály postoupí za úhradu nějakých dluhů, ale ani jedna ze stran dohodu nesplnila. V důsledku toho vznikl spor o majetková práva ke Skalám, ale Petr Adršpach ještě před jeho vyřešením roku 1528 Skály prodal Zdeňku Lvovi z Rožmitálu a Janu Krušinovi z Lichtenburka za dva tisíce kop grošů. K hradu tehdy patřily městečko Stárkov, vsi Bystré, Skalka, Studnice, Vernéřovice, Jívka, Janovice a Metuje a pustý hrad Adršpach. Kupující se měli dohodnout s Janem Špetlem o jeho nárocích.
Roku 1534 prodali Zdeněk Lev a Jana Krušina rozsáhlý majetek Janovi z Perštejna. Obchod zahrnoval hrady Rýzmburk, Skály, dále pusté hrady Adršpach, Střmen, Bystrý a Červená hora, ale k jeho naplnění došlo až v roce 1536. Toto panství v roce 1544 koupil Bernard Žehušický z Nestajova. Skály byly natolik zchátralé, že nový majitel odmítl jejich obnovu a jako sídlo si založil stárkovský zámek. Jako pustý hrad byly Skály zmíněny v roce 1576.

## Popis

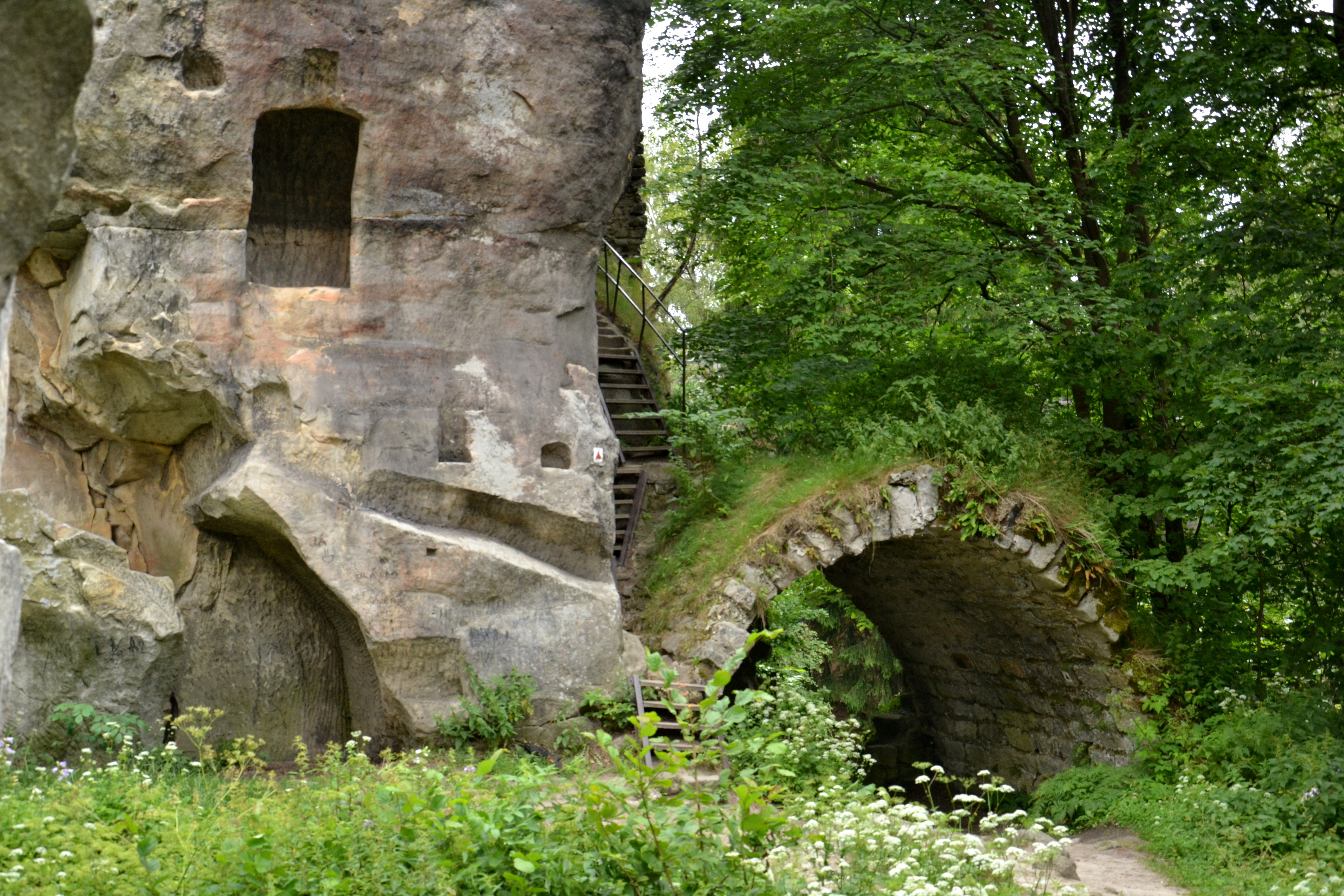
Ve skále vytesané konstrukční prvky a klenutá místnost

Staveništěm hradu se stal prostor části pískovcového skalního města. Ačkoliv jednotlivé skály hrály v podobě hradu významnou úlohu, nebyly Skály typickým skalním hradem, protože jednotlivé útvary pouze nahrazovaly konstrukční součásti budov. Podle Tomáše Durdíka Skály patřily nejspíše k hradům s palácem jako hlavní obrannou i obytnou stavbou.
Předpokládá se, že vnější opevnění využívalo jednotlivé skalní útvary propojené později zaniklým ohrazením. Jedinou vnější částí, která k hradu jistě patřila, byla zdí opevněná plocha s cisternou v severní části plošiny. Hradní jádro stávalo na východní straně areálu a jeho jihozápadní stranu chránil částečně dochovaný příkop a vnější val, před nímž jsou patrné reliéfní pozůstatky čtverhranné bašty. Rozměrný palác byl připojen k největší skalní věži a jinou menší zcela obklopil. Do skal byly vytesány komory a schodiště. Z paláce se dochovaly části kamenné obvodové zdi a hrotitou valenou klenbou zaklenutá místnost.

## Hrad v kultuře
O hradu Skály i osadě pod ním psal Alois Jirásek ve svých románech Skály a Skaláci.